# Дандарии
Дандарии (дандары) — название группы племён меотов, живших в I тысячелетии до нашей эры на правобережье Кубани и юго-восточном берегу Азовского моря.

## Этимология
По мнению В. И. Абаева, название племени восходит к иран. *dan-dar- «владеющие рекой». О. Н. Трубачёв, в свете гипотезы «индоарийского субстрата», предложил этимологию от др.-инд. *danda-arya «тростниковые арии».

## Общие сведения
Впервые упоминаются Гекатеем Милетским в VI веке до н. э.
Позже упоминаются Страбоном, Плутархом и другими авторами. Известны также из боспорских надписей.
Их центром был город Соса (Соза).
Примерно с 380 года до н. э. Дандарии вошли в состав Боспорского государства.
Материальный артефакт истории «дандариев» — каменные надписи, титулары Боспорского царя Перисада I (348—309 гг. до н. э.), в котором перечисляются подвластные ему народы, в частности за синдами следуют тореты, дандарии и псессы. Однако в более поздних титуралах (этого же царя) дандарии более не упоминались, что явным образом указывает — его власть над этим меотским племенем не была устойчивой.

### Период с 87 по 63 годы до н. э.
По сообщению Плутарха, дандарии во главе с вождем Олтаком поддерживали царя Митридата Евпатора в его борьбе с Римом.
Однако позже, Дандарии имели столкновения с Фарнаком (сыном Митридата), так как Страбон сообщал :

Все азиатские меоты были подвластны частью владетелям торгового центра на Танаисе, частью же — боспоранам. Однако иногда то те, то другие поднимали восстание против своих властителей. Нередко правители боспоранов захватывали области вплоть до Танаиса, в особенности же последние их владыки: Фарнак II, Асандр и Полемон I. Фарнак II, как говорят, однажды, очистив какой-то старый канал, провел через него реку Гипанис в страну дандариев и затопил её.

### Период с 48 по 54 годы н. э.
Согласно истории записанной Тацитом, — «Митридат VIII, лишившись Боспорского трона, не имея постоянного пристанища, узнает об уходе основных сил римского войска и о том, что в наново устроенном царстве остались лишь неопытный по молодости лет Котис и несколько когорт под начальством римского всадника Юлия Аквилы; не ставя ни во что ни римлян, ни Котиса, он принимается возмущать племена и сманивать к себе перебежчиков и, собрав в конце концов войско, прогоняет царя дандаров и захватывает его престол».
Действия Митридата VIII вызвали ответную реакцию, так как далее Тацит сообщает — «… построившись походным порядком, они (Котис, Аквила) выступают: впереди и в тылу находились аорсы, посередине — когорты и вооруженные римским оружием отряды боспорцев. Враг был отброшен, и они дошли до покинутого Митридатом вследствие ненадежности горожан дандарского города Созы; было принято решение им овладеть и оставить в нем гарнизон».

## Этническая принадлежность
По мнению слависта О.Н. Трубачёва, носители реликтового индоарийского языка.